# Conjunt d'habitatges al carrer Gurb, 65-69 (Vic)
El Conjunt d'habitatges al carrer Gurb, 65-69 és una obra barroca de Vic (Osona) inclosa a l'Inventari del Patrimoni Arquitectònic de Catalunya.

## Descripció
Edificis civils. Conjunt d'habitatges unifamiliars entre mitgeres. Consten de planta baixa i dos pisos. Són de planta rectangular i coberts a dues vessants amb un ràfec amb colls de biga de fusta. Presenten un o dos eixos de composició verticals. A les plantes s'hi obren amplis portals rectangulars amb les llindes datades i portalets laterals. Als primers pisos s'hi obren finestres amb ampits motllurats i petites obertures als segons. Els brancals i llindes de les obertures principals són de pedra. La resta de les façanes són arrebossades.
Els baixos d'alguns dels edificis estan destinats al comerç.
Cal remarcar les llindes de pedra corresponentment datades: 1784, 1784, 1785.
L'edifici del carrer Gurb, 65 ha estat enderrocat hi actualment hi ha un habitatge nou, així com la façana del nº 69 ha estat modificada i no s'aprecia la llinda de la porta principal.

## Història
L'antic camí de Gurb sorgí com la prolongació del carrer de les Neus vers el segle xii i on s'anaren transformant les masies i edificacions en cases entre mitgeres que seguien el traçat natural del camí. Al segle xv es construí l'església gòtica dels Carmelitans prop de l'actual carrer Arquebisbe Alemany, enderrocada el 1655 en convertir-se la ciutat en plaça fortificada contra els francesos durant la guerra dels Segadors. Als segles XVII-XVIII es construí l'actual convent i l'església dels Carmelitans calçats. Al segle xviii la ciutat experimenta un fort creixement i aquests carrers itinerants es renoven formant part de l'Eixample Morató. Al segle xix, amb la urbanització de l'Horta d'en Xandri entre el carrer Gurb i de Manlleu també es renova. Actualment el carrer viu una etapa d'estancament i convindria revitalitzar-lo
Aquest conjunt d'edificis és interessant perquè són una mostra del tipus d'arquitectura popular del segle xviii i que ha sofert poques modificacions.
L'edifici del carrer Gurb, 65 ha estat enderrocat hi actualment hi ha un habitatge nou, així com la façana del nº 69 ha estat modificada i no s'aprecia la llinda de la porta principal